# Chastèlmelhan
Chastèlmelhan (nom occità històric; en francès i oficialment Châteaumeillant) és un municipi francès, situat al límit d'Occitània, al departament de Cher i a la regió de Centre – Vall del Loira. L'any 2007 tenia 2.088 habitants.

## Demografia

### Població
El 2007 la població de fet de Chastèlmelhan era de 2.088 persones. Hi havia 916 famílies, de les quals 348 eren unipersonals (124 homes vivint sols i 224 dones vivint soles), 348 parelles sense fills, 188 parelles amb fills i 32 famílies monoparentals amb fills.
La població ha evolucionat segons el següent gràfic:
Habitants censats

### Habitatges
El 2007 hi havia 1.287 habitatges, 939 eren l'habitatge principal de la família, 197 eren segones residències i 151 estaven desocupats. 1.176 eren cases i 108 eren apartaments. Dels 939 habitatges principals, 687 estaven ocupats pels seus propietaris, 220 estaven llogats i ocupats pels llogaters i 32 estaven cedits a títol gratuït; 29 tenien una cambra, 102 en tenien dues, 229 en tenien tres, 298 en tenien quatre i 281 en tenien cinc o més. 655 habitatges disposaven pel capbaix d'una plaça de pàrquing. A 499 habitatges hi havia un automòbil i a 286 n'hi havia dos o més.

### Piràmide de població
La piràmide de població per edats i sexe el 2009 era:
| Homes | Edats   | Dones |
| ----- | ------- | ----- |
| 4     | 95 o +  | 20    |
| 16    | 90 a 94 | 36    |
| 32    | 85 a 89 | 60    |
| 40    | 80 a 84 | 28    |
| 36    | 75 a 79 | 100   |
| 76    | 70 a 74 | 88    |
| 72    | 65 a 69 | 92    |
| 76    | 60 a 64 | 80    |
| 28    | 55 a 59 | 64    |
| 64    | 50 a 54 | 72    |
| 60    | 45 a 49 | 76    |
| 64    | 40 a 44 | 36    |
| 56    | 35 a 39 | 64    |
| 52    | 30 a 34 | 32    |
| 52    | 25 a 29 | 36    |
| 32    | 20 a 24 | 44    |
| 32    | 15 a 19 | 44    |
| 40    | 10 a 14 | 56    |
| 68    | 5 a 9   | 48    |
| 36    | 0 a 4   | 20    |

## Economia
El 2007 la població en edat de treballar era de 1.060 persones, 683 eren actives i 377 eren inactives. De les 683 persones actives 622 estaven ocupades (324 homes i 298 dones) i 61 estaven aturades (33 homes i 28 dones). De les 377 persones inactives 185 estaven jubilades, 60 estaven estudiant i 132 estaven classificades com a «altres inactius».

### Ingressos
El 2009 a Chastèlmelhan hi havia 937 unitats fiscals que integraven 1.906 persones, la mediana anual d'ingressos fiscals per persona era de 15.016 €.

### Activitats econòmiques
Dels 127 establiments que hi havia el 2007, 2 eren d'empreses extractives, 5 d'empreses alimentàries, 7 d'empreses de fabricació d'altres productes industrials, 18 d'empreses de construcció, 32 d'empreses de comerç i reparació d'automòbils, 7 d'empreses de transport, 10 d'empreses d'hostatgeria i restauració, 2 d'empreses d'informació i comunicació, 5 d'empreses financeres, 5 d'empreses immobiliàries, 12 d'empreses de serveis, 14 d'entitats de l'administració pública i 8 d'empreses classificades com a «altres activitats de serveis».
Dels 43 establiments de servei als particulars que hi havia el 2009, 1 era una oficina d'administració d'Hisenda pública, 1 gendarmeria, 1 oficina de correu, 3 oficines bancàries, 3 funeràries, 5 tallers de reparació d'automòbils i de material agrícola, 1 taller d'inspecció tècnica de vehicles, 1 autoescola, 4 paletes, 3 guixaires pintors, 4 fusteries, 4 lampisteries, 1 electricista, 3 perruqueries, 1 veterinari, 4 restaurants i 3 agències immobiliàries.
Dels 18 establiments comercials que hi havia el 2009, 1 era un hipermercat, 1 un supermercat, 1 una botiga de més de 120 m², 3 fleques, 4 carnisseries, 1 una peixateria, 3 botigues de roba, 1 una botiga de roba, 1 una botiga d'equipament de la llar, 1 una botiga de material de revestiment de parets i terra i 1 una joieria.
L'any 2000 a Chastèlmelhan hi havia 70 explotacions agrícoles que ocupaven un total de 2.064 hectàrees.

## Equipaments sanitaris i escolars
El 2009 hi havia 2 farmàcies i 2 ambulàncies.
El 2009 hi havia 1 escola maternal i 1 escola elemental. Chastèlmelhan disposava d'un col·legi d'educació secundària amb 201 alumnes.

## Poblacions més properes
El següent diagrama mostra les poblacions més properes.